# Hokej na lodzie na Zimowej Uniwersjadzie 1981
Turniej hokeja na lodzie na Zimowej Uniwersjadzie 1981 odbył się w dniach 24 lutego – 4 marca w Jaca.

## Medale
| Złoto  | Srebro    | Brąz    |
| Kanada | Finlandia | Japonia |

### Zespoły
| - Kanada - Japonia - Korea Południowa | - Finlandia - Hiszpania |

| Rk | Kraj             | Pkt | Mecze | Mecze | Mecze | Bramki | Bramki |
| Rk | Kraj             | Pkt | Z     | R     | P     | ZB     | SB     |
| -- | ---------------- | --- | ----- | ----- | ----- | ------ | ------ |
| 1  | Kanada           | 8   | 4     | 0     | 0     | 53     | 4      |
| 2  | Finlandia        | 6   | 3     | 0     | 1     | 21     | 9      |
| 3  | Japonia          | 4   | 2     | 0     | 2     | 30     | 15     |
| 4  | Hiszpania        | 2   | 1     | 0     | 3     | 23     | 26     |
| 5  | Korea Południowa | 0   | 0     | 0     | 4     | 6      | 79     |

| Drużyna   | Drużyna          | Wynik |
| Kanada    | Finlandia        | 6:1   |
| Hiszpania | Korea Południowa | 19:4  |
| Japonia   | Korea Południowa | 17:1  |
| Hiszpania | Finlandia        | 1:4   |
| Finlandia | Korea Południowa | 12:1  |
| Kanada    | Japonia          | 7:3   |
| Kanada    | Korea Południowa | 31:0  |
| Hiszpania | Japonia          | 3:9   |
| Finlandia | Japonia          | 4:1   |
| Hiszpania | Kanada           | 0:9   |